# Skive-Løbet 2015
La 12e édition de Skive-Løbet a eu lieu le 3 mai 2015. La course fait partie du calendrier UCI Europe Tour 2015 en catégorie 1.2.
L'épreuve a été remportée par le Danois Alexander Kamp (ColoQuick) qui s'impose lors d'un sprint à deux coureurs devant le Norvégien Håvard Blikra (Coop-Øster Hus) et 32 secondes devant un autre Norvégien, Sondre Moen Hurum (Kristiansands CK).

## Présentation

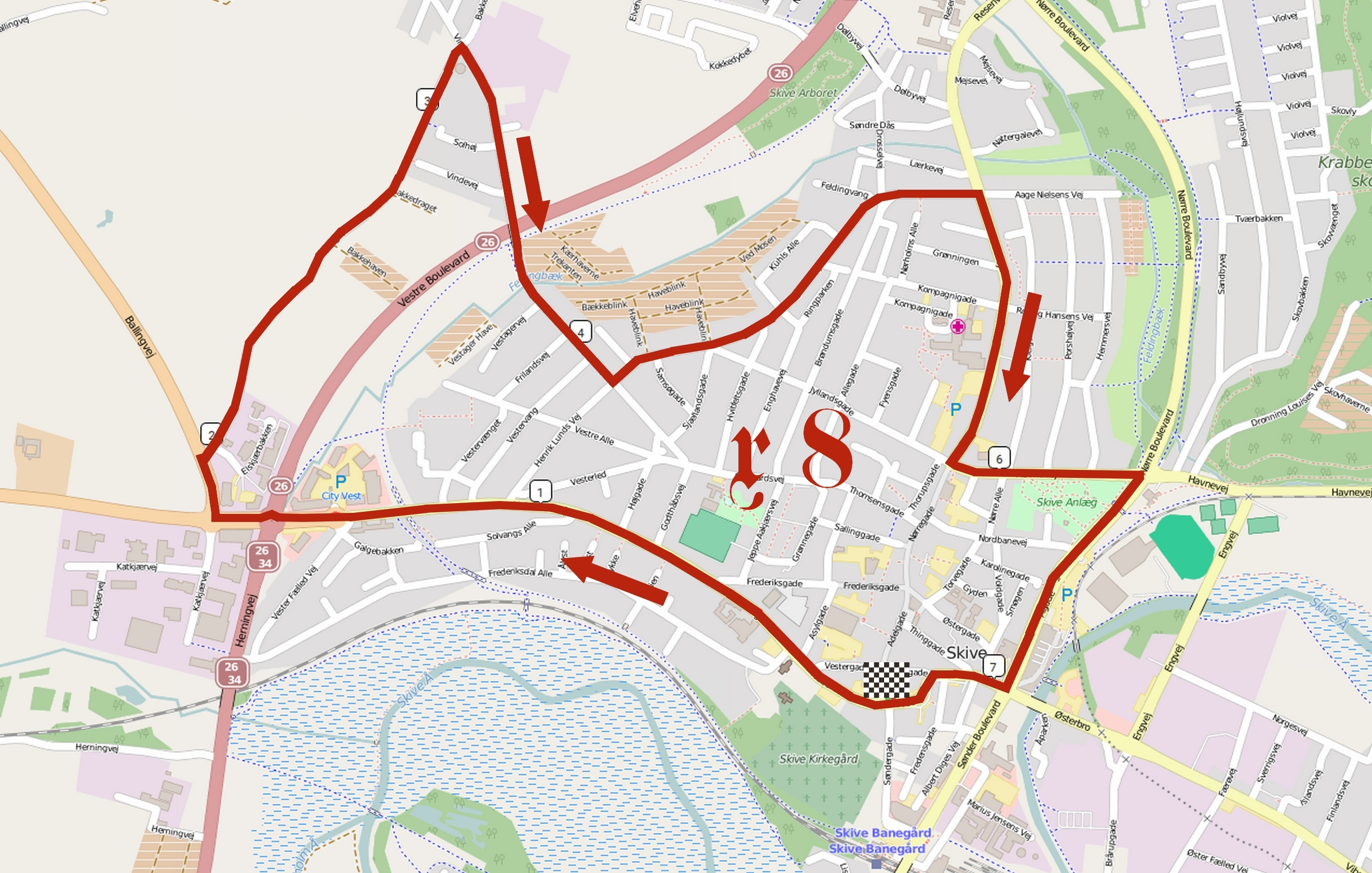
Le circuit local, à parcourir à huit reprises.

La course a été précédée l'avant-veille par le Grand Prix Viborg et la veille par le Himmerland Rundt.

### Équipes
Classé en catégorie 1.2 de l'UCI Europe Tour, Skive-Løbet est par conséquent ouvert aux équipes continentales professionnelles danoises, aux équipes continentales, aux équipes nationales et aux équipes régionales et de clubs.
Trente-deux équipes participent à ce Skive-Løbet - treize équipes continentales et dix-neuf équipes régionales et de clubs :
| Équipes continentales    | Équipes continentales | Équipes continentales |
| Nom de l'équipe          | Pays                  | Code                  |
| ------------------------ | --------------------- | --------------------- |
| Almeborg-Bornholm        | Danemark              | ABB                   |
| Alpha Baltic-Maratoni.lv | Lettonie              | ALB                   |
| ColoQuick                | Danemark              | TCQ                   |
| Coop-Øster Hus           | Norvège               | COH                   |
| FixIT.no                 | Norvège               | FIX                   |
| Metec-TKH-Mantel         | Pays-Bas              | MET                   |
| Parkhotel Valkenburg     | Pays-Bas              | PCV                   |
| Rad-net Rose             | Allemagne             | RNR                   |
| Ringeriks-Kraft          | Norvège               | KRA                   |
| Riwal Platform           | Danemark              | RIW                   |
| Sparebanken Sør          | Norvège               | TSS                   |
| Tre Berg-Bianchi         | Suède                 | TTB                   |
| Trefor-Blue Water        | Danemark              | TBW                   |

| Équipes régionales et de clubs | Équipes régionales et de clubs | Équipes régionales et de clubs |
| Nom de l'équipe                | Pays                           | Code                           |
| ------------------------------ | ------------------------------ | ------------------------------ |
| ABC Elite                      | Danemark                       |                                |
| Argon 18 Scandinavia           | Suède                          |                                |
| Asker CK Elite                 | Norvège                        |                                |
| Bliz-Merida                    | Suède                          |                                |
| CK Hymer                       | Suède                          |                                |
| Distrikt Sjælland              | Danemark                       |                                |
| Finnfalz-Rush Racing           | Finlande                       |                                |
| Frederikshøj CC                | Danemark                       |                                |
| Jutlander Bank                 | Danemark                       |                                |
| Kristiansands CK               | Norvège                        |                                |
| Ltech                          | Danemark                       |                                |
| Motala AIF CK                  | Suède                          |                                |
| Odder CK                       | Danemark                       |                                |
| Randers CK 1910                | Danemark                       |                                |
| Soigneur-FBL                   | Danemark                       |                                |
| Trondheim CK                   | Norvège                        |                                |
| Upsala CK                      | Suède                          |                                |
| Webike-CK Aarhus               | Danemark                       |                                |
| WV de IJsselstreek             | Pays-Bas                       |                                |

### Règlement de la course

#### Primes
Les vingt prix sont attribués suivant le barème de l'UCI,. Le total général des prix distribués est de 6 010 €.
| Position | 1er     | 2e      | 3e    | 4e    | 5e    | 6e    | 7e    | 8e    | 9e    | 10e à 20e |
| Prix     | 2 425 € | 1 210 € | 607 € | 305 € | 240 € | 180 € | 180 € | 118 € | 118 € | 57 €      |

## Classements

### Classement final
Le Danois Alexander Kamp (ColoQuick) remporte la course en parcourant les 185,1 kilomètres en 4 h 21 min 16 s à la vitesse moyenne de 42,508 km/h. Il s'impose lors d'un sprint à deux coureurs devant le Norvégien Håvard Blikra (Coop-Øster Hus) et 32 secondes devant un autre Norvégien, Sondre Moen Hurum (Kristiansands CK).
| Classement final | Classement final     | Classement final | Classement final     | Classement final   |
|                  | Coureur              | Pays             | Équipe               | Temps              |
| ---------------- | -------------------- | ---------------- | -------------------- | ------------------ |
| 1er              | Alexander Kamp       | Danemark         | ColoQuick            | en 4 h 21 min 16 s |
| 2e               | Håvard Blikra        | Norvège          | Coop-Øster Hus       | + 0 s              |
| 3e               | Sondre Moen Hurum    | Norvège          | Kristiansands CK     | + 32 s             |
| 4e               | Arno van der Zwet    | Pays-Bas         | Metec-TKH-Mantel     | + 39 s             |
| 5e               | August Jensen        | Norvège          | Coop-Øster Hus       | + 41 s             |
| 6e               | Lucas Eriksson       | Suède            | Tre Berg-Bianchi     | + 42 s             |
| 7e               | Dennis Bakker        | Pays-Bas         | Parkhotel Valkenburg | + 42 s             |
| 8e               | Stefan Djurhuus      | Danemark         | Almeborg-Bornholm    | + 42 s             |
| 9e               | Søren Kragh Andersen | Danemark         | Trefor-Blue Water    | + 42 s             |
| 10e              | Aske Vorre           | Danemark         | ColoQuick            | + 42 s             |
| modifier         |                      |                  |                      |                    |

### UCI Europe Tour
Ce Skive-Løbet attribue des points pour l'UCI Europe Tour 2015, par équipes seulement aux coureurs des équipes continentales professionnelles et continentales, individuellement à tous les coureurs sauf ceux faisant partie d'une équipe ayant un label WorldTeam.
| Position,          | 1er | 2e | 3e | 4e | 5e | 6e | 7e | 8e |
| Classement général | 40  | 30 | 16 | 12 | 10 | 8  | 6  | 3  |

## Liste des participants
- Liste de départ complète